# Pompiey
Pompiey (okzitanisch: Pompièir) ist eine Gemeinde mit 213 Einwohnern (Stand: 1. Januar 2022) in Frankreich im Département Lot-et-Garonne in der Region Nouvelle-Aquitaine. Die Gemeinde gehört zum Arrondissement Nérac und zum Kanton Lavardac. Die Einwohner werden Pompieyens genannt.

## Geografie
Pompiey liegt etwa 40 Kilometer westlich von Agen. Umgeben wird Pompiey von den Nachbargemeinden Fargues-sur-Ourbise im Norden und Nordwesten, Ambrus im Nordosten, Xaintrailles im Osten, Barbaste im Süden und Südosten sowie Durance im Westen und Südwesten.

## Bevölkerungsentwicklung
| Jahr                       | 1962 | 1968 | 1975 | 1982 | 1990 | 1999 | 2006 | 2011 | 2017 |
| Einwohner                  | 117  | 91   | 94   | 127  | 177  | 200  | 218  | 228  | 215  |
| Quellen: Cassini und INSEE |      |      |      |      |      |      |      |      |      |

## Sehenswürdigkeiten
- Allée couverte (auch: Allée funéraire von Cabeil) von Choisy, seit 1969 Monument historique

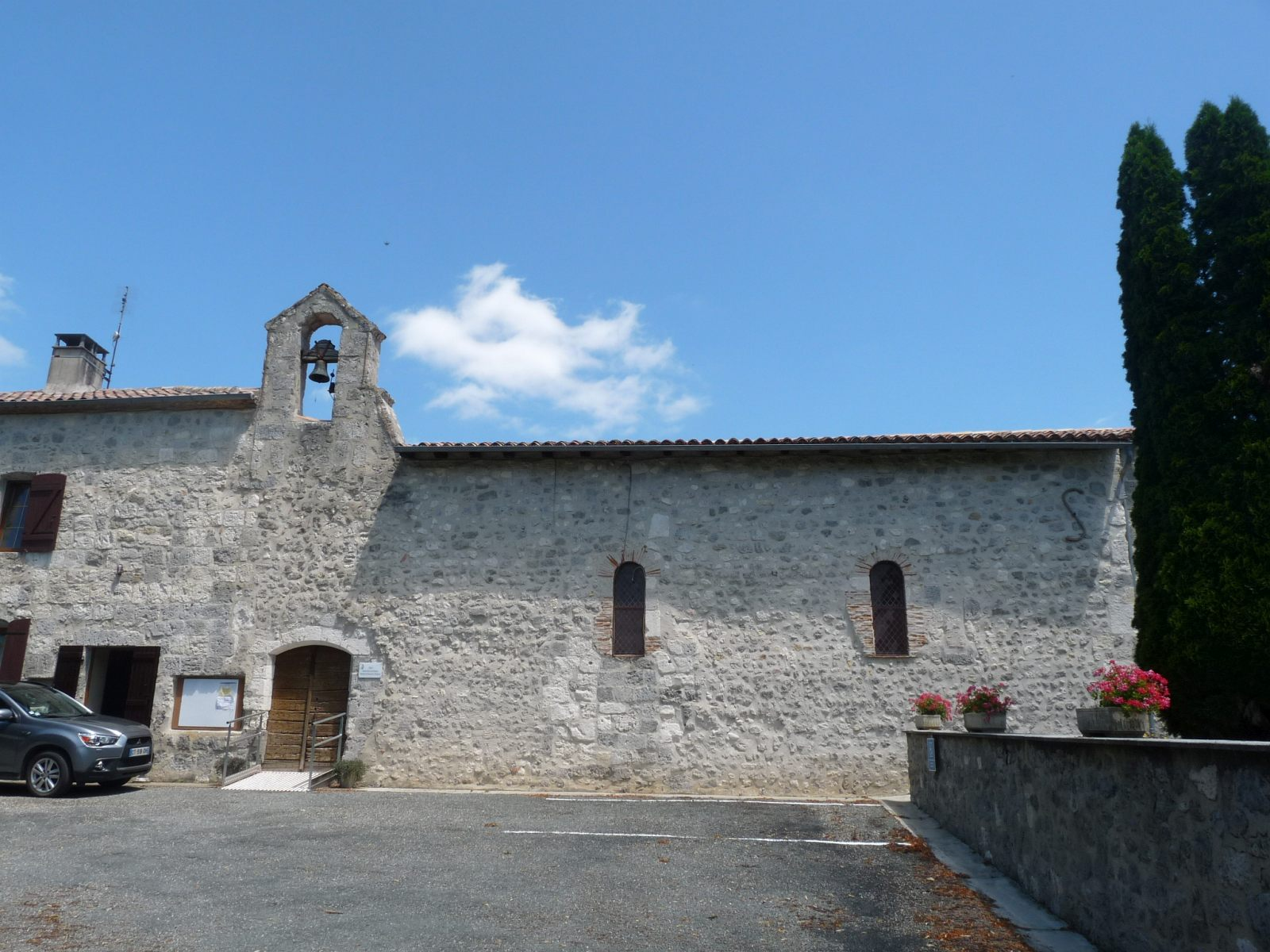
Kirche Saint-Pierre

- Kirche Saint-Pierre

## Persönlichkeiten
- Casimir Dudevant (1795–1871), Adeliger und Lieutenant der Grande Armée